# 杜安·D·蒂森
杜安·D·蒂森（英語：Duane D. Thiessen，1951年3月11日—）出生于美国堪萨斯州马里昂县，毕业于匹兹堡州立大学，1974年开始在美国海军陆战队服役，官至中將，前太平洋海军陆战队司令。

## 生平
1951年，蒂森出生在美国堪萨斯州马里昂县，自匹兹堡州立大学毕业后，1974年5月，蒂森任官为少尉。蒂森早期在北卡罗来纳州进行飞行训练，曾经派赴太平洋的冲绳群岛和欧洲的地中海。
1982年7月，蒂森在亚利桑那州尤馬的第1武器戰術中隊担任技术教官。
1985年12月，蒂森再度派赴地中海。
1988年，蒂森回到美国，在罗德岛州纽波特的美国海军战争学院学习深造，毕业后在美国海军航空系统司令部任职。
1991年6月，蒂森回到华盛顿州在美国国家战争学院進修。
2001年10月，蒂森出任美国国家军事指挥中心作戰副主任。
2004年5月，蒂森出任美国海军陆战队的副检察长，并且派往冲绳群岛的美军基地担任指挥官。2005年6月，蒂森担任美國駐韓海軍陸戰隊部隊司令兼聯合國軍司令部參五（U/C/J-5；戰略規劃）助理參謀長。
2007年6月，蒂森回到美国海军陆战队总部担任企劃資源助理副司令。
2010年3月15日，美国国防部长罗伯特·盖茨提名蒂森为美国海军陆战队太平洋司令。

## 个人生活
蒂森和妻子林恩·罗德有2个孩子。

## 奖项
|  |             |                           |  |
|  |             | Gold star · Gold star     |  |
|  | Gold star   |                           |  |
|  | Bronze star | Bronze star · Bronze star |  |
|  |             | Bronze star · Bronze star |  |

| 美国飞行员徽章   |                               |                                  |                      |
|                  | 國防部高级勋章                | 功勳勳章 w/ 2颗 5/16英寸的星勋章 |                      |
| 国防部军功奖章   | 服役勋章 w/ 1颗星             | 嘉奖奖章                         | 聯合功勳奖章         |
| 海軍部隊嘉獎     | 功績部隊嘉獎 w/ 1颗星服役勋章 | 国防部服役奖章 w/ 2颗星          | 全球反恐战争服务奖章 |
| 韓國國防服役獎章 | 人道主义服役奖章              | 海洋服役绶带 w/ 2颗星            | 海外服役绶带         |